# Ferrari F93A
Ferrari F93A — гоночный автомобиль с открытыми колёсами команды Scuderia Ferrari, выступавший в Чемпионате мира Формулы-1 сезона 1993 года.

## История
Ferrari F93A был сконструирован Жан-Клодом Мижо. Автомобиль комплектовался 740-сильным V-образным 12-цилиндровым двигателем собственного производства и шинами Goodyear. Пилотами команды были француз Жан Алези и австрийский ветеран Герхард Бергер, вернувшийся в команду после 3 лет в McLaren Honda.
Пилотируя F93A, Алези и Бергер были довольно успешны. Лучшим результатом Алези стало 2 место на Гран-при Италии, а команда завершила сезон на 4 месте в Кубке конструкторов с 28 очками, на 44 очка позади занявшего 3 место Benetton с мотором Ford V8.
Автомобили имели красно-белую ливрею в противовес классической полностью красной, что было почти идентично ливрее Dallara F192.
F93A в 1994 году сменило более совершенное шасси Ferrari 412T.

## Результаты в чемпионате мира Формулы-1
| Год  | Шасси | Двигатель            | Шины | Пилоты | 1    | 2    | 3    | 4    | 5    | 6   | 7    | 8    | 9    | 10  | 11   | 12   | 13   | 14   | 15   | 16  | Место | Очки |
| ---- | ----- | -------------------- | ---- | ------ | ---- | ---- | ---- | ---- | ---- | --- | ---- | ---- | ---- | --- | ---- | ---- | ---- | ---- | ---- | --- | ----- | ---- |
| 1993 | F93A  | Ferrari 041 3,5, V12 | G    |        | ЮАР  | БРА  | ЕВР  | САН  | ИСП  | МОН | КАН  | ФРА  | ВЕЛ  | ГЕР | ВЕН  | БЕЛ  | ИТА  | ПОР  | ЯПО  | АВС | 4     | 28   |
| 1993 | F93A  | Ferrari 041 3,5, V12 | G    | Алези  | Сход | 8    | Сход | Сход | Сход | 3   | Сход | Сход | 9    | 7   | Сход | Сход | 2    | 4    | Сход | 4   | 4     | 28   |
| 1993 | F93A  | Ferrari 041 3,5, V12 | G    | Бергер | 6    | Сход | Сход | Сход | 6    | 14  | 4    | 14   | Сход | 6   | 3    | 10   | Сход | Сход | Сход | 5   | 4     | 28   |